# Liberecká radnice
Liberecká radnice je novorenesanční budova umístěná na náměstí Dr. Edvarda Beneše v centru Liberce. Je sídlem magistrátu, dominantou a jedním ze symbolů města. Je chráněna jako kulturní památka a od 1. července 2024 také jako národní kulturní památka.

## Historie

### Původní radnice

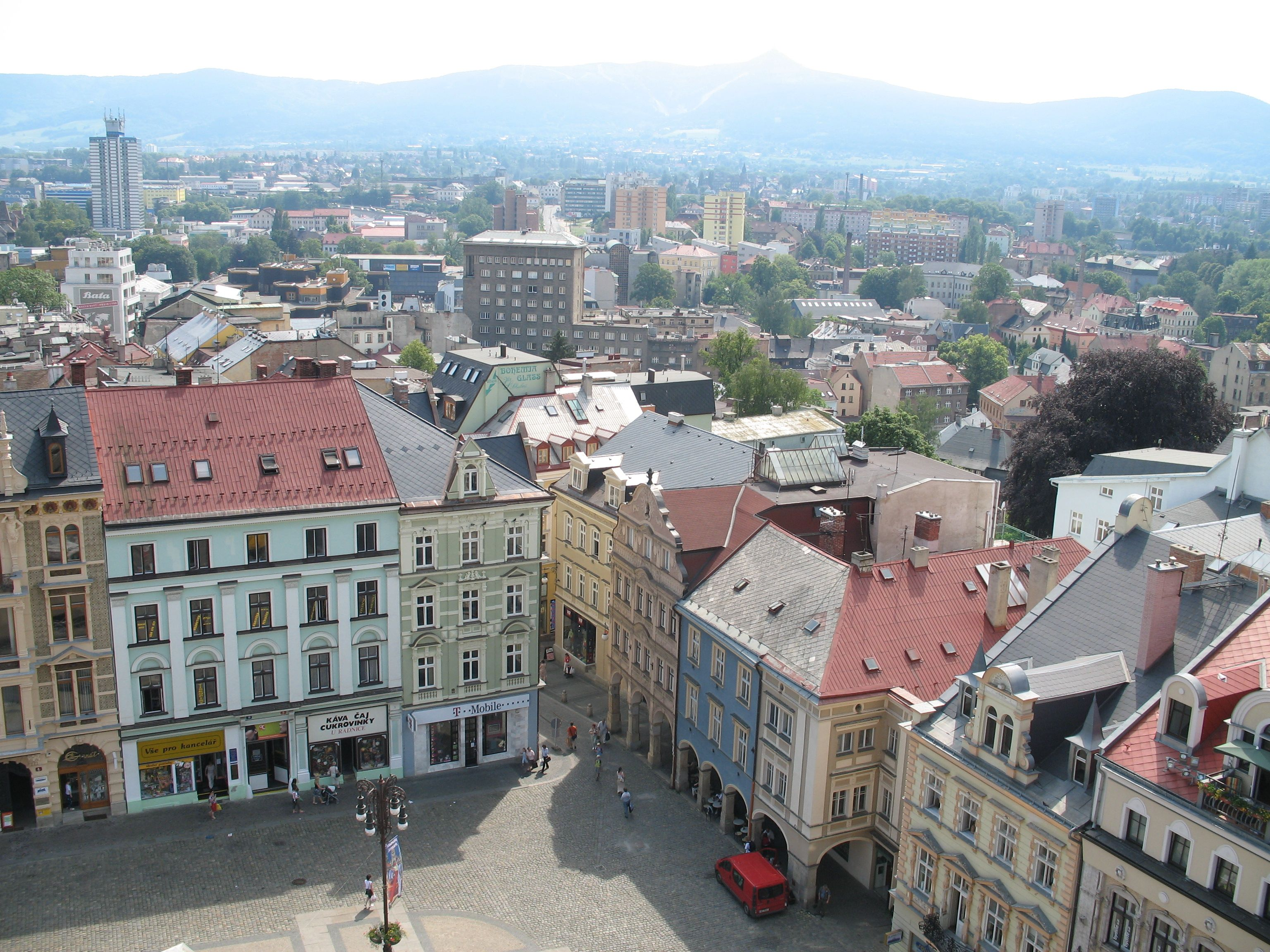
Pohled z radniční věže přes náměstí Dr. E. Beneše

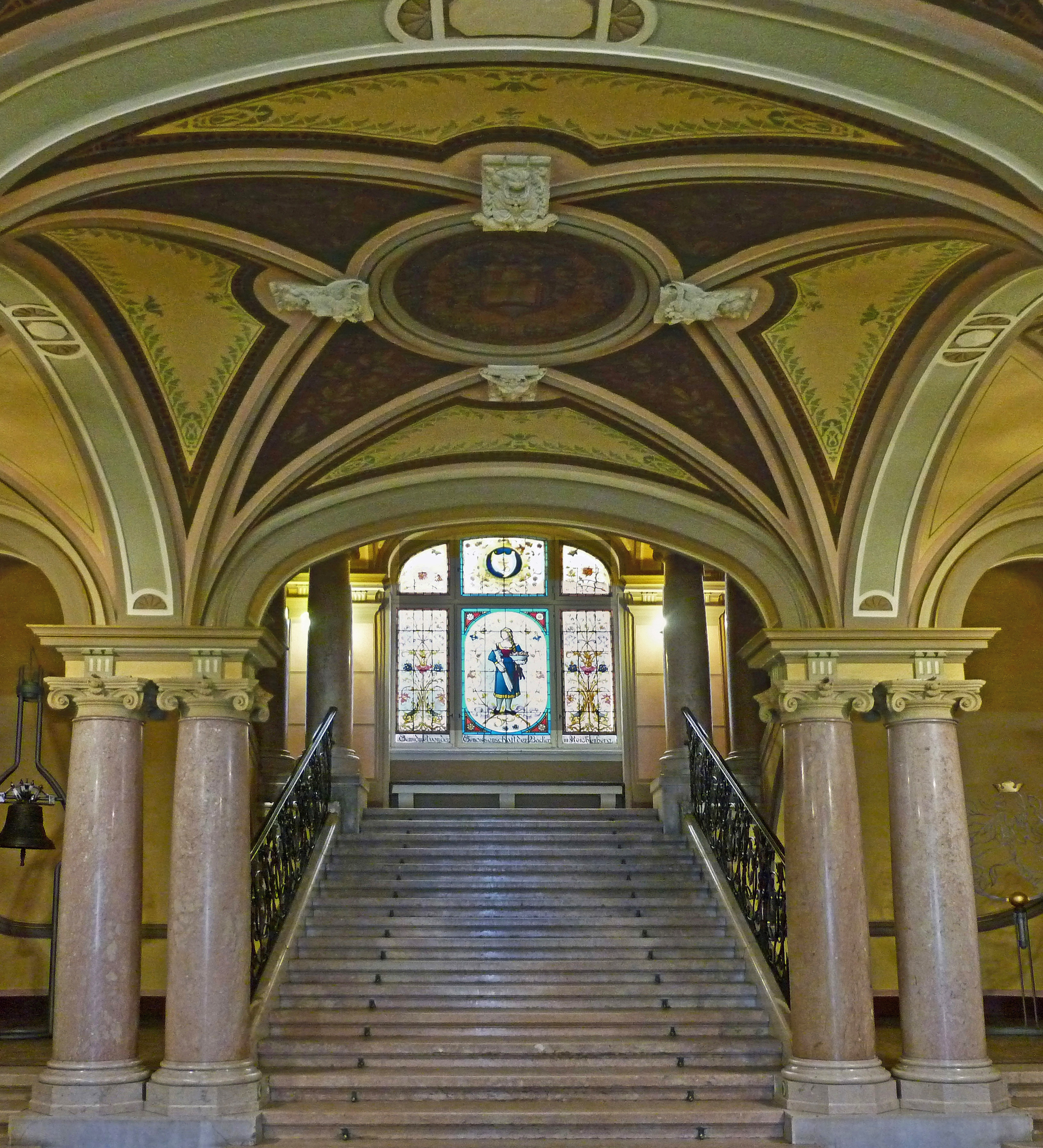
Schodiště v interiéru radnice

První liberecká radnice nahradila starou rychtu, která stávala v horní části dnešní Pražské ulice. Samotné rozhodnutí postavit uprostřed tehdejšího Staroměstského (dnes Benešova) náměstí radnici padlo v roce 1599. Vypracováním plánů a rozpočtu stavby byl pověřen italský mistr žijící ve Zhořelci Marcus Antonio Spazio di Lancio. Plány byly schváleny 11. září 1599, mistr se v nich zavázal vystavět budovu 40 loktů (23,7 m) dlouhou a 28 loktů širokou (16,6 m). Základní kámen radnice byl položen 2. října 1599. Během stavby bylo třeba odstranit z daného místa studnu a pranýř, dle požadavků byly také vykopány základy, které měly dvě podlaží a zasahovaly mimo samotnou stavební plochu. Hrubá stavba jednopatrové budovy byla dokončena roku 1602 a v říjnu následujícího roku byla dokončena také osmiboká věž s makovicí a korouhví, která neměla vlastní základy a spočívala na části přízemní klenby. Nová budova se stala třetí kamennou stavbou města. Dvě třetiny nákladů na stavbu pokryly příjmy z várečného práva, půjčku 1000 tolarů poskytla Kateřina z Redernu.
V prvním patře radnice sídlilo vedení města. Byl zde velký sál, radní síň, místnost pro uložení městských privilegií a vězení pro dlužníky. Právě v prvním patře se konaly městské slavnosti. V přízemí se nacházel výčep, masné a pekařské krámy a od roku 1704 také kované obecní váhy s pískovcovými závažími. Podzemí sloužilo jako sklad piva a vína, nejhlouběji byla městská mučírna.
Dominantou budovy byla věž s hodinami. Věž však musela být poměrně často opravována: v letech 1654, 1695, 1735, 1753 a 1801. Roku 1801 zasáhl věž blesk a následný požár zničil celou horní část věže a ta musela být zcela vyměněna.

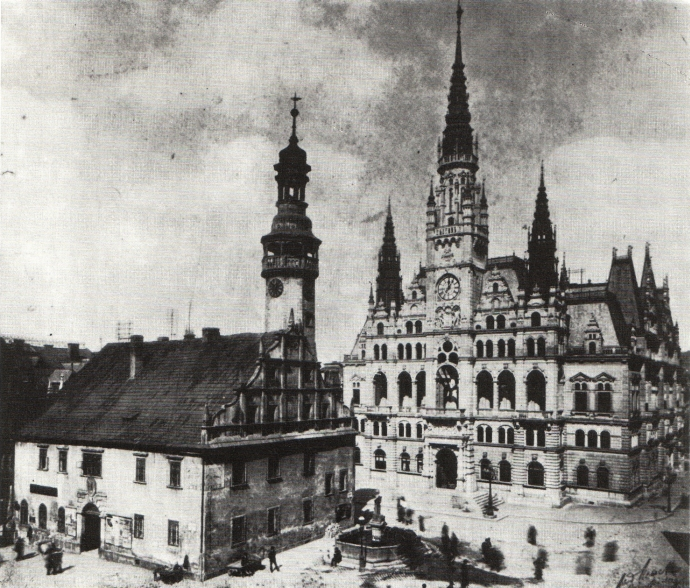
Stará a nová radnice stály vedle sebe krátkou dobu během roku 1893.

Během tří století od jejího postavení se okolní město poměrně rozrostlo a radnice přestala jeho obyvatelům stačit – bylo tedy nezbytné postavit budovu novou. Navíc byla budova po této době značně zchátralá. 18. 4. 1894 se konalo rozloučení se starou radnicí, vedle které již stála budova nová. Samotné zbourání trvalo čtyři týdny. Dodnes zbylo v Liberci mnoho připomínek první radnice. Přímo na náměstí je půdorys původní budovy vyznačen tmavou dlažbou a kamenem se vsazeným bronzovým letopočtem jejího postavení. Do budovy Severočeského muzea byla začleněna kopie věže a v muzejní expozici jsou také původní váhy. Tamtéž jsou také uchovány portréty Redernů a Gallasů z tehdejší výzdoby. Zvon ze staré radnice byl umístěn na severní průčelí té nové, kamenné pylony skončily na balustrádě spořitelny.

### Politicko-národnostní kontext vzniku nové radnice
Ve volbách v roce 1885 došlo k zásadní změně, když německé liberály ve vedení říšské rady i zemského sněmu vyhráli radikální nacionalisté. Následné pouliční bouře donutili odstoupit liberálního starostu Liberce Ludwiga Ehrlicha. Tento politický přelom se projevil také v architektuře města. Městské divadlo ještě postavilo liberální německé vedení města ve stylu univerzální rané italské neorenesance (jako Národní divadlo v Praze či budovy na metropolitní Ringstrasse). U pozdější soutěže na novou radnici už vyžadovalo nacionalistické vedení fasádu v německé renesanci a navíc do soutěže vyzvalo jen německy mluvící architekty z Rakouska a Německa. Od poloviny 80. let 19. století se tak německem inspirované stavby vymezovaly nejen proti české ale i rakousko-uherské identitě.

### Výstavba nové radnice

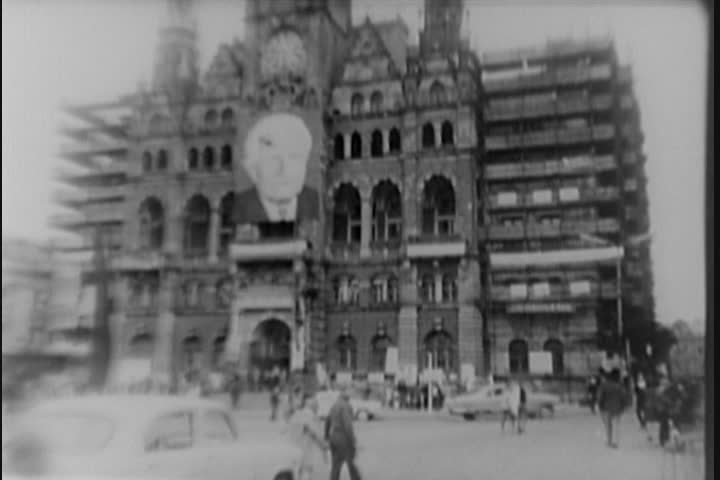
V září roku 1968 stále visel na radnici velký portrét prezidenta Svobody, vyjadřující podporu vládě v situaci po invazi.

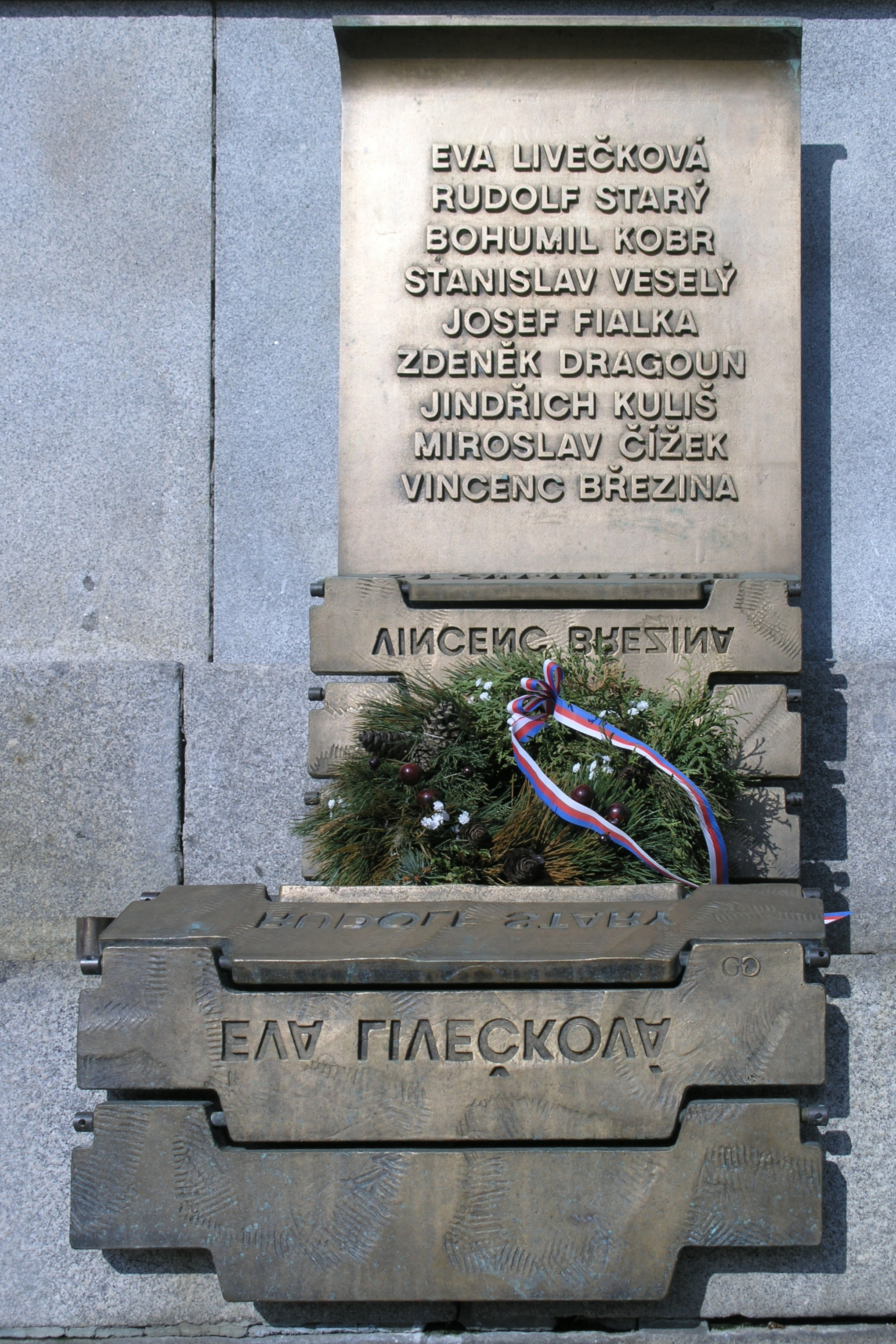
Pamětní deska obětem invaze z 21. srpna 1968

V roce 1879 založila Liberecká spořitelna konto na stavbu nové radnice a vzápětí na něj sama přispěla částkou 30 000 zlatých. Dalších 100 000 zlatých odkázal na tento účel průmyslník Franz Liebieg mladší (uváděn též jako Liebig, zemřel roku 1886). Přípravný výbor připravil skicu s požadovanými rozměry stavby, vyčíslil předpokládané náklady a doporučil městskému zastupitelstvu, aby o vypracování stavebních plánů byli požádáni renomovaní architekti. Tyto návrhy byly schváleny 15. 4. 1887 a byla vyhlášena soutěž na nejlepší projekt s doporučením k realizaci stavby v zaalpském stylu.
Z devíti došlých návrhů byl za nejlepší označen návrh vídeňského architekta Franze Neumanna. O realizaci právě tohoto projektu rozhodlo zastupitelstvo 6. prosince 1887 v době starosty Karla Schückera. Zastupitelé ocenili tehdy velikou užitnou plochu a nejnižší rozpočet. Základní kámen nové stavby byl položen 30. září 1888 a 5. listopadu 1890 byla dokončena hrubá stavba. 22. září 1891 byla na vrcholu hlavní věže vztyčena socha plechového rytíře, 1. září téhož roku navštívil stavbu radnice císař František Josef I. Původně plánovaný termín dokončení – 1. listopad 1892 – se nepodařilo dodržet kvůli politickým změnám, nejdůležitější z nich bylo odvolání městského zastupitelstva a dosazení vládního komisaře do čela městské správy. Radnice tak byla k prohlídkám zpřístupněna až o Velikonocích 2. a 3. dubna 1893. Přesně pět let po položení základního kamene se konalo symbolické položení kamene posledního.

## Budova radnice

### Exteriér

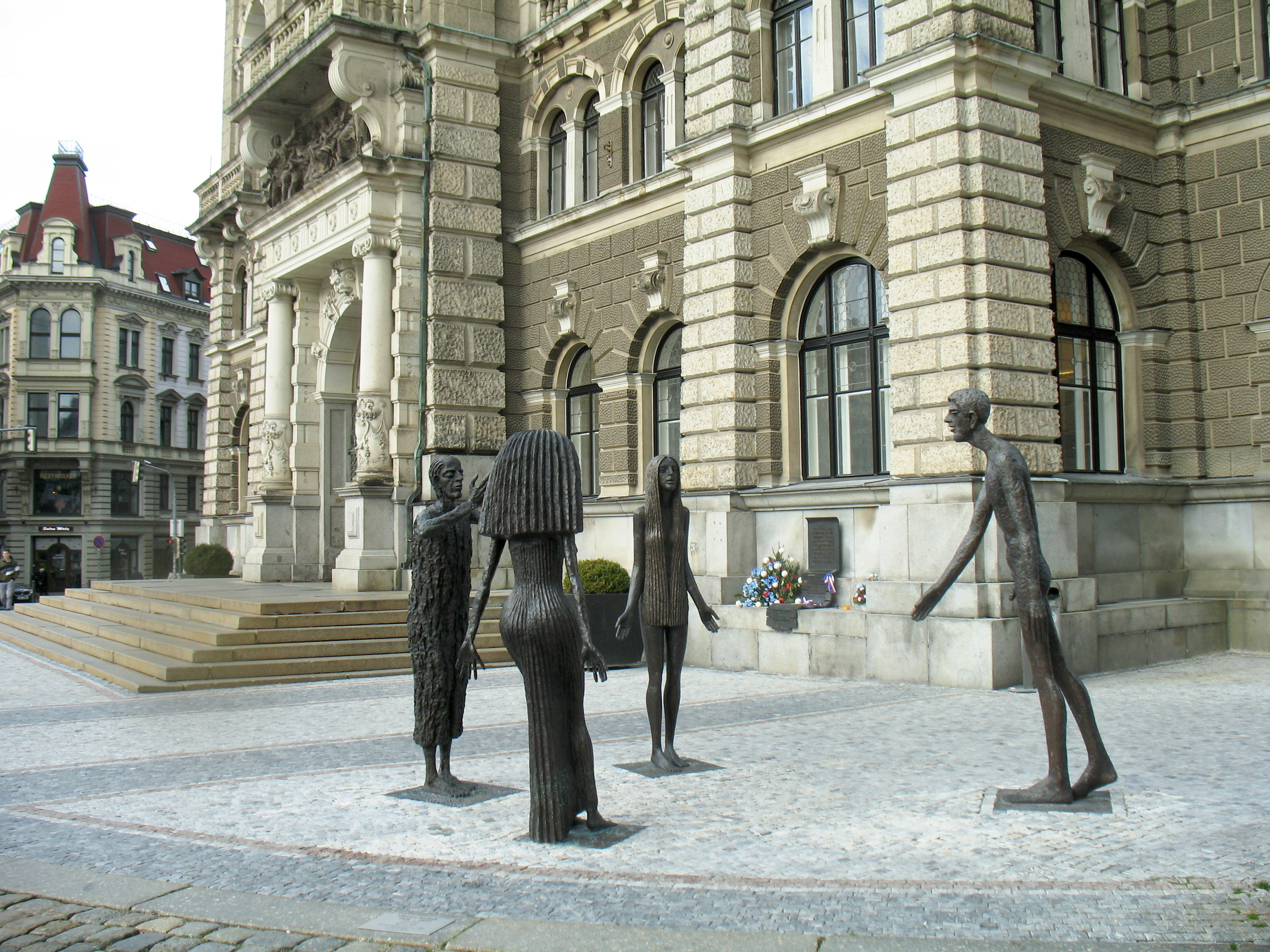
Sochy Olbrama Zoubka, zapůjčené na výstavu do Liberce v srpnu 2019

Celý vnějšek radnice působí impozantním dojmem. Stavba má přibližně čtvercový půdorys, v jejím středu je ponechán dvůr přístupný z obou boků stavby. Nad hlavním průčelím budovy obráceném k náměstí se zvedá trojice věží. Nejvyšší z nich, prostřední, má výšku 65 metrů. Původně její vrchol zdobila měděná socha rytíře Rolanda, ochránce městských práv. Socha byla roku 1952 nahrazena rudou hvězdou. Ta byla sňata v roce 1989 a následujícího roku nahrazena lvem, jakožto symbolem českých králů. Konečně, roku 2005 byla na vrchol věže umístěna kopie původní sochy rytíře.
Nad vstupním portálem s již vzpomenutým rokem očekávaného dokončení je reliéf od Theodora Friedla znázorňující založení staré i nové radnice. V jeho středu je ženská postava symbolizující město, levá strana obsahuje postavy spojené s původní radnicí a pravá postavy spojené se vznikem radnice nové. Nad reliéfem je balustrádový balkón, ze kterého mluvily mnohé slavné osobnosti, např. císař František Josef I., prezidenti Edvard Beneš nebo Václav Havel.
Na přední straně budovy je bronzový památník ve tvaru tankového pásu jako vzpomínka na devět obětí vpádu armád Varšavské smlouvy ze srpna 1968.

### Interiér

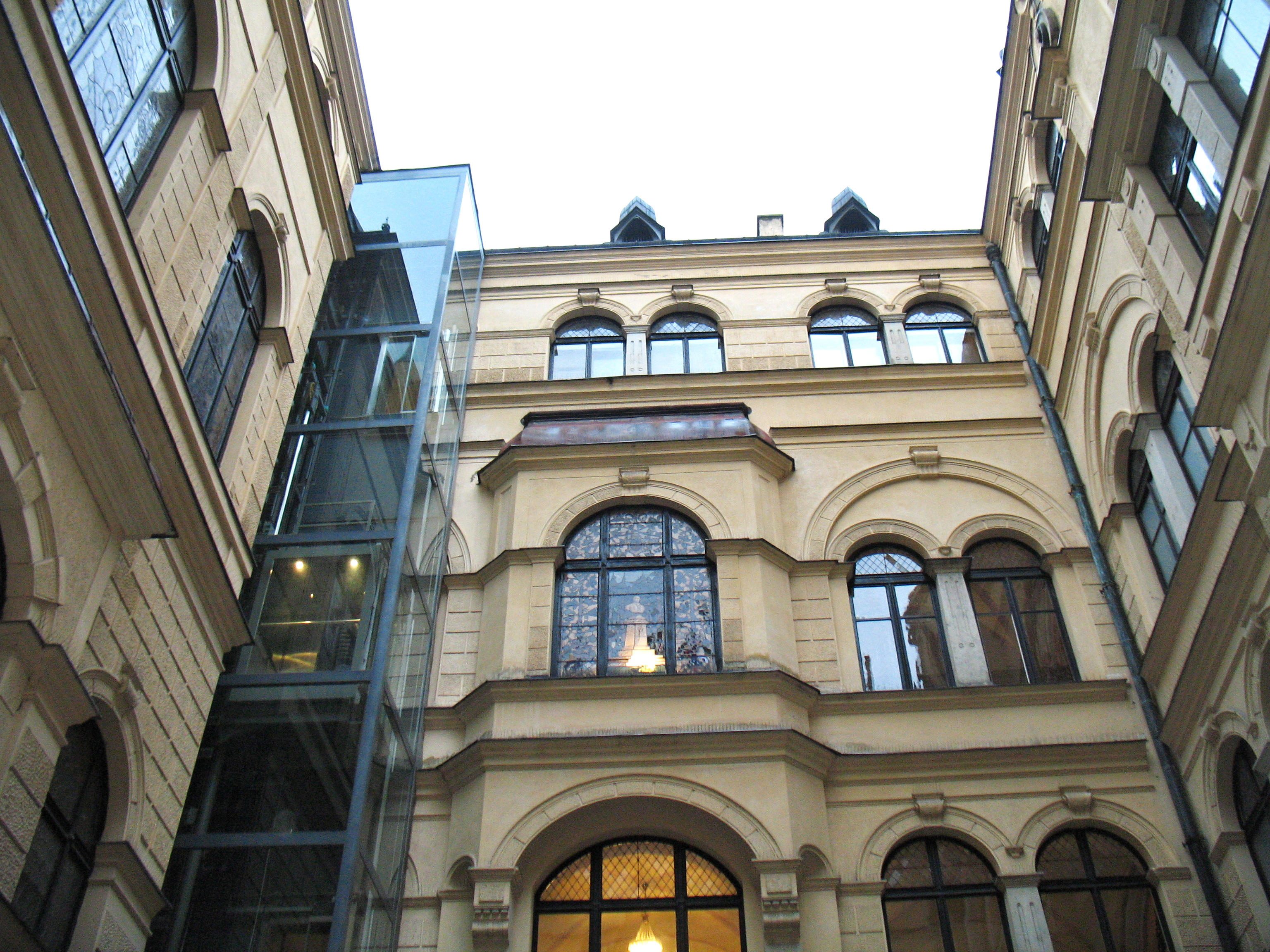
Vnitřní dvůr s moderním výtahem

Interiér radnice je bohatě zdoben způsobem odpovídajícím bohatství města. Jde často o dary místních cechů a patriotů. Patrně nejkrásnějším sálem je dřevem obložená obřadní síň s vynikající akustikou, 450 kg vážícím lustrem z Berlína, šesticí vitráží a nástropní malbou znázorňující vítězství pravdy nad temnými silami od vídeňského malíře Andrease Grolla.